# 孔皮恩加省
孔皮恩加省（法語：Kompienga）是布基納法索東部大區西南部的一個省，面積7,029平方公里。2006年人口75,662人。首府帕馬。
本區下轄三縣。